# Templo de Júpiter Estator (siglo II a. C.)
Este Templo de Júpiter Estator era un templo de la Antigua Roma dedicado a Júpiter Estator ("Estator" es un epíteto de Júpiter que significa "el que detiene a los fugitivos"). Fue construido por Quinto Cecilio Metelo Macedónico después de su triunfo en Macedonia, en 146 a. C. junto con el Templo de Juno Regina y el Pórtico de Metelo (porticus Metelli), que más tarde sería reconstruido por Augusto como Pórtico de Octavia y remodelado bajo Septimio Severo. 

Es referido como aedes Iovis Metellina y aedes Metelli. Estaba dentro del porticus Metelli, en la zona del Circo Flaminio, y su ubicación exacta es conocida por encontrarse debajo de la iglesia de Santa Maria in Campitelli. El templo de Juno Regina estaba al oeste, en el lado opuesto de la Via della Tribuna di Campitelli.

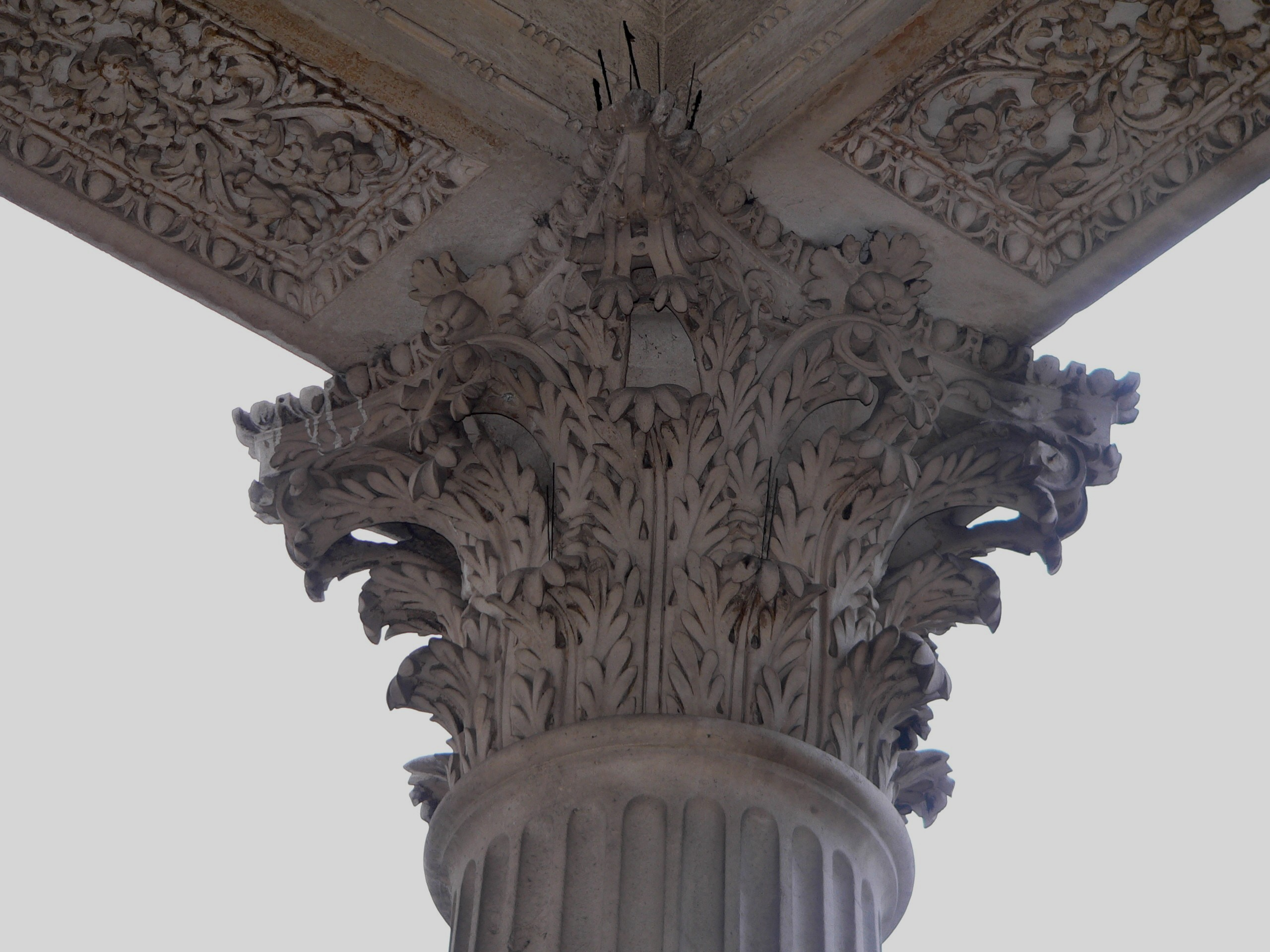
Capitel corintio de Chiswick Villa, derivado del Templo de Júpiter Estator.

Veleyo Paterculo no dice nada sobre si el templo de Juno también fuese erigido por Metelo, aunque puede inferirse que fue así pues es casi seguro que el templo de Júpiter Estator fue el primer edificio de Roma construido en mármol y este hecho es aplicable a ambas estructuras. Enfrente de los templos, Metelo situó las estatuas ecuestres de los generales de Alejandro Magno, realizadas por Lisipo, y es conocido que en su interior había famosas obras de arte. Según lo informado por Vitruvio, el templo fue diseñado por Ermodoro de Salamina.

## Estructura
Era un edificio períptero hexástilo con seis columnas en los lados cortos y once en los largos. El espacio entre las columnas era igual al que existe entre las columnas y la pared de la cella. Como no había inscripciones en los templos y se distinguían las representaciones de un lagarto y una rana entre la decoración (σαύρα, βάτραχος), existe la leyenda de que los arquitectos fueron dos espartanos, Saurus y Batrachus y, además, como las decoraciones en el templo de Júpiter pertenecían al templo de Juno, y viceversa, las estatuas de las deidades se habían colocado en las cellas equivocadas por el error de los trabajadores. La idea primitiva de que un capitel jónico conservado ahora en la Basílica de San Lorenzo Extramuros tuviese algo que ver con estos templos, ha sido abandonada.